# Ansbert
Ansbert – imię męskie pochodzenia germańskiego, złożonego z członów ans- „bóg” i beracht „jasny, lśniący”. Można zatem to imię rozumieć jako „jaśniejący Ans”, bowiem Ansowie (w mitologii germańskiej Asowie) to bogowie z rodu Odyna, zwani Filarami świata. Patronem tego imienia jest św. Ansbert, biskup, żyjący w VII wieku.
Ansbert imieniny obchodzi 9 lutego.

## Znane osoby
- Ansbert – biskup Rouen (689 – 693)